# Florian David Fitz
Florian David Fitz (n. 20 noiembrie 1974, München, RFG) este un actor, regizor, scenarist și cântăreț german. Din 2007, joacă rolul Dr. Marc-Olivier Meier din serialul Doctor's Diary - Männer sind die beste Medizin difuzat pe canalul german RTL.

## Filmografie
- 2000 : Der Bulle von Tölz
- 2000 : Das Psycho-Girl
- 2000 : Hawaiian Gardens
- 2001 : Ice Planet
- 2001 : Polizeiruf 110 (Episodul: Angst um Tessa Bülow)
- 2002 : Verdammt verliebt
- 2003 : Einmal Bulle, immer Bulle
- 2003 : Raus ins Leben
- 2004 : Mädchen, Mädchen 2 – Loft oder Liebe
- 2004 : Berlin, Berlin
- 2004 : Schulmädchen
- 2005 : 3° kälter
- 2005 : SOKO 5113 (Episodul: Tödlicher Belcanto)
- 2005 :  Rosamunde Pilcher - Der himmel über Cornwall
- 2005 : LiebesLeben
- 2005 : Meine verrückte türkische Hochzeit
- 2005 : Die Liebe hat Vorfahrt
- 2005 : Ausgerechnet Weihnachten
- 2006 : Die Märchenstunde (Dornröschen – Ab durch die Hecke)
- 2006 : Eine Chance für die Liebe
- 2006 : Fast ein Volltreffer
- 2006 : Léon & Lara
- 2006 : Summer Moved On (scurt metraj)
- 2007 : Noch einmal zwanzig sein…
- 2007-2009 : Doctor Martin
- 2007 : SOKO 5113 (Episodul: Heldentod)
- 2008 :  Die Liebe ein Traum
- 2008 : Doctor's Diary
- 2009 : Die Wölfe
- 2009 : Männerherzen
- 2009 : Nachtschicht – Wir sind die Polizei
- 2010 : Amigo - Ankunft Bei Tod
- 2010 : Vincent will Meer
- 2011 : Der Brand
- 2012 : Jesus Loves Me